# De blinde huurmoordenaar
De blinde huurmoordenaar (oorspronkelijke titel: The Blind Assassin) is een prijswinnende bestseller geschreven door Margaret Atwood.
Het werd voor het eerst gepubliceerd door McClelland and Stewart in 2000. Het verhaal speelt zich af in Canada, gedurende de loop van heel de 20e eeuw.
Het boek won de Booker Prize in 2000 en de Hammett Prize in 2001. Het was ook genomineerd voor de Governor General's Award in 2000, de Orange Prize for Fiction, en de International IMPAC Dublin Literary Award in 2002. Time Magazine noemde het de beste roman van 2000 en heeft De blinde huurmoordenaar opgenomen in haar lijst van de 100 grootste Engelstalige romans sinds 1923.

## Samenvatting
De roman centreert zich rond de hoofdpersoon, Iris Chase, alsmede haar zus Laura, die onmiddellijk na de Tweede Wereldoorlog zelfmoord pleegde. Iris, nu een oude vrouw, besluit de gebeurtenissen en relaties van haar leven neer te pennen. Verweven in de roman is een roman-in-de-roman, een roman-à clef toegeschreven aan Laura over Alex Thomas, een politiek radicale auteur van sciencefictionverhalen die met beide zusters een ambigue relatie heeft. Deze roman bevat zelf een verhaal binnen een verhaal, namelijk een sciencefictionverhaal verteld door de fictieve tegenhanger van Alex aan de protagonist van dat verhaal.
De roman wordt vormgegeven door een geleidelijke openbaring - zodra de roman zich ontvouwt, blijkt dat de roman-in-de-roman steeds meer gebaseerd op echte gebeurtenissen, en dat de roman niet is wat zij lijkt te zijn. Uiteindelijk blijkt dat niet Laura, maar Iris zelf het verhaal van de roman heeft verzonnen en opgeschreven, en dat zij hier de protagonist van is.
Het boek speelt zich af in de fictieve stad Port Ticonderoga in Ontario, Canada. Het is een werk met een historische kern, en belangrijke gebeurtenissen van de Canadese geschiedenis vormen een belangrijk decor voor deze roman.